# Елиезер Алшех
Елиезер Нисим Алшех (12 ноември 1908 — 20 юни 1983) е български и аржентински художник, живописец от еврейски произход.

## Биография
Роден е на 12 ноември 1908 г. във Видин. През 1933 г. завършва в Мюнхен Държавната академия на изящните изкуства при Карл Каспар и Адолф Шинерер. След завършването си живее в Белгия, Германия, Франция, Португалия и Испания. Завръща се в България през 1934 г. и представя първата си самостоятелна изложба. През 1935-1936 г. пътува из Турция, Гърция, Италия, Алжир и Тунис. Прави и пътуване до Палестина, като с картините, нарисувани там, прави самостоятелна изложба в Белград през 1937 г. След това заминава за Венеция. Завръща се отново в България през 1938 г. Изпратен е в еврейски трудов лагер до 1941 г. През 1946 г. прави втората си самостоятелна изложба в България. След това заминава за Милано и Венеция, а през 1951 г., заедно със съпругата си Бронка Гюрова-Алшех, се установява в Буенос Айрес. От 1958 г. преподава в Държавното училище за изобразително изкуство „Мануел Белграно“ в Буенос Айрес. През 1975 г. по покана на Съюза на българските художници прави самостоятелна изложба на картини, нарисувани в Аржентина.
Умира на 20 юни 1983 г. в Буенос Айрес.

## Творчество
Най-известните картини на Елиезер Алшех са:
- „Анверс“ (1934)
- „Венеция“ (1938)
- „Гроздобер“ (1945)
- „Ерусалим“ (1937)
- „Лодки“ (1937)
- „Жътва“ (1947)

Повечето от тях се намират в Националната художествена галерия в София.